# 曼宁斯
曼宁斯（Mannings）是加勒比海岛国圣基茨和尼维斯岛屿尼维斯岛东海岸中的一座村庄，也是该国最东面的聚居地，行政上由圣詹姆斯温沃德区管辖，位于新河北部和布里克基伦南部之间，2010年人口约213人。
1. ↑  San Cristóbal y Nieves en world-gazetteer.